# Luk khrueng
Luk khrueng (em tailandês:  ลูกครึ่ง, literalmente "meia-criança") é um termo coloquial tailandês que se refere a uma pessoa que tem pais de diferente nacionalidade. O termo é mais utilizado para pessoas com ancestralidade tailandesa e branca.
Na metade do século XX, o número de luk khrueng cresceu dramaticamente do período que seguiu a Segunda Guerra Mundial, junto com o crescimento de residentes e turistas ocidentais na Tailândia.  Muitas dessas crianças eram filhos de soldados americanos que chegaram ao país nos anos 1960 e anos 1970, quando havia muitas bases militares americanas no país. Enquanto alguns dos soldados formavam relacionamentos duradouros com mulheres tailandesas, alguns luk khrueng foram produtos de relacionamentos temporários com "esposas alugadas" ou prostitutas, um fato que levou a discriminação de algumas destas pessoas na época. Alguns tailandeses também eram hostilizados pela percepção de "falta de pureza racial", mas outros eram tolerantes.
Na atualidade, muitos luk khrueng são frutos de relacionamentos e casamentos entre ocidentais que vão para a Tailândia para morar ou a trabalho ou de tailandeses que vão estudar no Ocidente ou em outros países. Nas gerações mais recentes, os luk khrueng tornaram-se altamente aceitos e até muito acolhidos pela sociedade e vários luk khrueng têm uma participação proeminente na indústria do entretenimento, onde a frequente fluência na língua inglesa e seus traços caucasianos(tais como a cor da pele, os olhos grandes e altura maior que dos asiáticos) são considerados atraentes na cultura tailandesa, provando-se que a mistura étnica é vantajosa. Muitos tailandeses acham os luk khrueng muito atraentes por causa dos traços e os mesmos têm alta receptividade na cultura jovem e popular do país.